# Минесота тимбервулвси
Минесота тимбервулвси (енгл. Minnesota Timberwolves) су амерички кошаркашки клуб из Минеаполиса, Минесота. Играју у НБА лиги (Северозападна дивизија).

## Историја
Минесота, члан западне конференције, дивизија Северозапад, није мењала ни име ни дворану од свог оснивања, а играју у „Таргет“ центру који прима 19,356 гледалаца.
Клуб је основан 1989. године. У првих седам година, Минесота је служила више као тренинг партнер, јер је знало да се деси да имају и скор 15-67.
Ствари су кренуле набоље од 1995. када у тим долази млади Кевин Гарнет, који је велику помоћ имао од Стефона Марберија и Тома Гуглиоте, па је 1996. забележен и први пласман у плеј-оф, а почела је серија од осам везаних појављивања у пост сезони.
Истина, првих седам пута испадали су у првој рунди, али је зато сезона 2003/04. била посебна, јер су догурали до финала Запада, где су искусни Лејкерси били бољи 4-2. После тог неуспеха, све је кренуло лоше по екипу. Почела је нова серија без плеј-офа, а 2007. тим је напустио и Кевин Гарнет у историјској размени са Бостоном који је у Минеаполис проследио рекордних пет играча, два пика са драфта и новац у замену за Гарнета.
Ништа није добро изгледало по Минесоту, све док се није појавио Кевин Лав. Момак, који је познат као дабл-дабл машина унео је нови живот Тимбервулвсима, који иако нису прекинули низ без плеј-офа, коначно почињу да делују као тим са потенцијалом. Ипак Лав је у лето 2014. мењан у Кавалирсе, а Минесота је добила прве пикове са последња два НБА драфта, тако да са новим младим играчима креће у нови почетак.